# RBD
RBD為一組已解散的墨西哥合唱團，團中的成員都曾經於墨西哥青春電視劇劇《叛逆》中演出。他們的成功地橫掃非西班牙語系的國家，尤其是巴西。近三年為拉丁美洲國家為最佳銷售團體，必且在全球銷售超過57,000,000張。
2004年12月初次發行專輯Rebelde，由EMI發行。主要寫歌的為DJ Kafka和Max di Carlo，事後證明歌曲暢銷程度可與其表演一較高下。前三張單曲《Rebelde》、《Solo quédate en silencio》、《Sálvame》在墨西哥接下排行榜冠軍，第四張單曲《Un póco de tu amor》拿下了亞軍。
為了開拓巴西市場，在2005年發行葡萄牙語專輯《Rebelde (Edição Brasil)》。7月發行了墨西哥巡迴演唱的現場專輯《Tour Generación RBD en Vivo》。在10月發行了第二張錄音室專輯《Nuestro Amor》，在第一周就賣出了160,000張，寫下了在墨西哥新的紀錄；在美國拿下了公告牌拉丁专辑榜的冠軍，Billboard总榜的第88名。前四首單曲《Nuestro amor》、《Aún hay algo》、《Tras de mí》和《Este corazón》都進了单曲榜前10名。在美國方面雖然也是成功的，但只有《Aún hay algo》（最高24），《Este corazón》（最高10），和《Nuestro Amor》（最高6）进入过排行榜。